# Сухая Панда
Сухая Панда — река в России, протекает в Тамбовской области. Левый приток реки Мокрая Панда.

## География
Река Сухая Панда берёт начало южнее посёлка Краснослободский Кирсановского района. Течёт в южном направлении по открытой местности. Устье реки находится у деревни Лебедевка Инжавинского района в 31 км по левому берегу реки Мокрая Панда. Длина реки составляет 40 км, площадь водосборного бассейна 216 км². 

## Данные водного реестра
По данным государственного водного реестра России относится к Донскому бассейновому округу, водохозяйственный участок реки — Ворона, речной подбассейн реки — Хопер. Речной бассейн реки — Дон (российская часть бассейна).
По данным геоинформационной системы водохозяйственного районирования территории РФ, подготовленной Федеральным агентством водных ресурсов:
- Код водного объекта в государственном водном реестре — 05010200212107000006731
- Код по гидрологической изученности (ГИ) — 107000673
- Код бассейна — 05.01.02.002
- Номер тома по ГИ — 07
- Выпуск по ГИ — 0